# Didi de Vries
Didi de Vries (Goes, 3 juli 1997) is een Nederlandse mountainbiker uit Wilhelminadorp. Ze is voornamelijk actief in de mountainbike discipline XCE (eliminator), maar rijdt ook XCO (cross-country) en enduro. 

## Loopbaan
De Vries fietst vanaf 7-jarige leeftijd en ze sloot zich aan bij het Zeeuwse ATB Team X-Treme, de vereniging waar ook Milan Vader, Tim van Dijke en Lindy van Anrooij reden. Naar eigen zeggen werd ze in haar jeugd in 2008 en als nieuweling in 2013 Nederlands Kampioen XCO in haar leeftijdscategorie en werd ze in 2011 tweede. In 2015 werd ze Nederlands en Benelux juniorenkampioen. De Beneluxtitel werd door haar fietsfabrikant Olympia bejubelt als 'het kroonjuweel van een voortreffelijk seizoen'.  Ze won dat jaar ook de MTB Award Talent van het jaar bij de vrouwen.
Vanaf 2016 reed De Vries voor TREK-Bioracer. In 2019 stapte ze over naar het Belgische KTM Bike-Vision. In 2020 kiest ze ervoor om voor zichzelf te rijden, en vormt ze met Kim Bodemann en Joppe de Vries het Reysport-Olympia Racing team. Reysport is een familiebedrijf en kledingmerk, dat door haar opa werd opgezet en door haar oom werd voortgezet. Een jaar later versterkt Kwinten Bamelis het team, en in 2022 gaat Didi met Kwinten verder als het team Olympia DUO Racing In deze periode werd ze getraind door oud-Nederlands kampioene veldrijden Reza Hormes-Ravenstijn.
In 2023 is De Vries professioneel mountainbikester geworden bij de Franse formatie Giant France MTB PRO Team. Daarom rijdt ze met de speciaal op vrouwen gerichte merknaam LIV op haar Nederlandse kampioenstrui XCE.

### Palmares
- 2008 Nederlands Kampioen XCO, Den Helder
- 2011 2e Nederlands Kampioenschap XCO, Burgh-Haamstede
- 2013 Nederlands Kampioen XCO, Groesbeek
- 2015 Nederlands Junioren Kampioen XCO, Zoetermeer, Benelux Kampioen Houffalize, 5e world rankings, winst 3 Nations cup klassement
- 2018 3e Nederlands Kampioenschap XCE Zoetermeer
- 2019 Nederlands Kampioen XCE Spaarnwoude, 3e World cup XCE Valkenswaard, 9e EK XCE Brno
- 2020 3e World Cup XCE Waregem, 7e EK XCE Monte-Tamaro, 4e plaats WK XCE Leuven
- 2021 3e World Cup XCE Barcelona, 6e WK XCE Graz, 4e World Cup overall classification
- 2022 2e World Cup XCE Abu Dhabi, 3e World Cup XCE Leuven, 5e EK XCE Anadia, 7e WK XCE Barcelona, 4e World Cup overall classification

## Privé
Didi is in 2018 afgestudeerd als Operationeel Sport- en Bewegingsmanager aan het CIOS Zuidwest-Nederland. Naast haar topsport werkt ze in deeltijd als receptioniste.